# オクラ〜迷宮入り事件捜査〜
『オクラ〜迷宮入り事件捜査〜』（オクラ めいきゅういりじけんそうさ）は、2024年10月8日から12月17日までフジテレビ系「火曜9時」枠で放送されたテレビドラマ。主演は反町隆史と杉野遥亮。

## 概要
2015年1月期『ゴーストライター』を最後に廃枠となっていた、フジテレビ火曜9時枠の連続ドラマの復活により9年ぶりの作品となった。
主演・反町隆史の同枠かつフジテレビ制作の連続ドラマでの主演は2004年4月期『ワンダフルライフ』以来20年ぶり、杉野遥亮は2024年7月期『マウンテンドクター』に続き2クール連続の主演となった。また、反町は同枠の2002年10月期『ダブルスコア』でも「刑事バディ」もので主演をしている。

## キャスト

### 主要人物
飛鷹千寿（ひだか せんじゅ）
演 - 反町隆史
警部補。人情に厚く「捜査は足で稼ぐ」がモットーの昭和刑事。元警視庁捜査一課強行犯係のエース、今は警視庁捜査一課特命捜査情報管理室（通称「オクラ」）に所属。口癖は「面白くなりそうじゃねえか」。倫子からは「千寿」、ほかのメンバーからは「千寿さん」と呼ばれている。
愛車は緑色のミニ（クーパー）でナンバーは「10-10」（センジュー）。
不破利己（ふわ としき）
演 - 杉野遥亮
巡査部長。クールでタイムパフォーマンス重視の省エネな令和刑事。ある理由でオクラに異動。千寿からはしばらくの間「ルーキー」と呼ばれていた。

### 警視庁

#### オクラ
結城倫子（ゆうき りんこ）
演 - 白石麻衣
巡査部長。元ヤンキーで勝ち気な性格。オクラの前に組織犯罪対策部（組対）に所属していた。10年前の警察官連続殺人事件で殉職した結城の娘。
鷲沢泰造（わしざわ たいぞう）
演 - 宇梶剛士
警部補。昔は活躍していたが、今は定年を控え、寝てばかりいる。居眠りが多いのは甲状腺機能低下症という病の兆候だった。
牧原祈里（まきはら いのり）
演 - 青木さやか
警部補。公安出身で情報収集に強い。定時退勤したがる。息子と二人暮らしのシングルマザー。
吉岡雷（よしおか あずま）
演 - 前田旺志郎
巡査部長。サイバー犯罪対策課出身で、高いハッキングスキルを持つ。
幾多学（いくた まなぶ）
演 - 橋本じゅん
室長。警部。度を越したギャンブルによりオクラに左遷されている。

#### 捜査一課
志熊亨（しぐま とおる）
演 - 有澤樟太郎
刑事。利己の同期。
加勢英雄（かせ ひでお）
演 - 中村俊介
課長で警視正。同期の千寿を勝手にライバル視する。

### その他
阿澄玄人（あずみ げんと）
演 - 三浦獠太
千寿たちの行きつけのスポーツバーの店長。元警察官。
井伏愁（いぶせ しゅう）
演 - 観月ありさ
科学捜査研究所研究員。千寿の元妻。
結城真一（ゆうき しんいち）
演 - 平山祐介
故人。倫子の父親で千寿の元相棒。千寿に「シン」と呼ばれるほどの仲だった。ある事件の捜査中に殉職してしまう。「ハイド・アンド・シーク」という言葉を千寿に遺している。

### ゲスト

#### 第1話
矢継周作
演 - 黒田大輔
12年前の女子小学生殺人事件の容疑者。

市井芳香
演 - 安藤聖
葉月の母。事件後、離婚し引きこもっている。
店長
演 - 加治将樹
千寿が豪遊していたキャバクラの店長。
市井葉月
演 - 板垣樹
12年前の女子小学生殺人事件の被害者。北城山の雑木林で遺体で見つかっている。死因は餓死。
医師
演 - 井上康
周作の主治医。
警官
演 - 佐藤まんごろう
利己に命じられ千寿を連行する制服警官。

#### 第2話
追川孝晃、岩淵康太
演 - 豊田裕大、牧亮祐
橘東高校で道尾忠司をいじめていた不良グループ。
佐久間忍
演 - 黒沢あすか
文部科学省副大臣。11年前は国家公安委員会委員。
道尾忠司
演 - 浦上晟周
2013年に橘東高校で進路に悩んで自殺したと思われている生徒。吉岡雷の同級生。

#### 第3話
蓬田晴樹〈57〉
演 - 古賀清（最終話）
防専工科大学元准教授。中学の時に公園の遊具を爆破して書類送検されている。2013年の「東京シンフォニーホール爆破事件」の容疑者。
牧原圭吾
演 - 是近敦之
祈里の夫で故人。警視庁公安部に所属していた。2013年の「東京シンフォニーホール爆破事件」で爆破に巻き込まれ職務中に亡くなっている。
牧原文哉
演 - 川口和空（幼少期：五十嵐はじめ）
祈里と圭吾の息子。
石崎
演 - 佐藤タダヤス
秋葉原でマニアックなパーツを扱う電気店の店主。
蓬田多恵子
演 - 藤倉みのり
晴樹の妻。過去に大病を患い、海外で手術している。

#### 第4話
新山博一
演 - 後藤剛範（第5話）
不知火美佳の元交際相手。美佳殺害の容疑者。明陵高校のボクシング部OB。
不知火美佳
演 - 樋井明日香（第2話・第5話）
2年前、白金で殺害された銀座の高級クラブのホステス。シングルマザー。事件当時、利己と志熊亨に警護されていた。利己の大学の先輩で、過去に彼と交際していた。
不知火壮太
演 - 石塚陸翔（第2話・第3話・第5話）
美佳の息子。美佳の死後、利己と暮らしている。
- 宮司愛海（フジテレビアナウンサー）

#### 第5話
フードの男 / 鴻上正宗〈51〉
演 - 袴田吉彦（第4話）
人気MCタレント。2年前の白金のホステス殺人事件でも捜査線上に上がったが、事件当日は生放送番組に出演しておりアリバイがあった。

#### 第6話
高見大地〈53〉
演 - 高杉亘
公安部の警部。千寿が新人の頃に世話になった先輩刑事。永倉副総理と個人的な繋がりがあると噂されていた。公安部の前は交通捜査課におり、加勢英雄の妻が轢き逃げされた事件を担当していた。
女将
演 - 街田しおん
永倉孝也が亡くなった料亭の女将。
加勢明日香
演 - 芳野友美
英雄の妻。轢き逃げに遭い亡くなっている。犯人はいまだに捕まっていない。
永倉孝也
演 - 尾竹明宏
11年前の副総理。料亭で総理と会食中に持病の薬を飲んだところ、苦しみだして死亡する。死因はシアン化合物の中毒。
永倉揮一
演 - 簑輪裕太
孝也の息子で秘書。持病の薬を孝也に手渡していることから殺害の容疑をかけられ、世間のバッシングを苦にして父の死の1か月後、自殺している。
料理人
演 - 西将輝
副総理が死去した料亭の料理人。
永倉聖子
演 - 響野夏子
孝也の妻で揮一の母。今でも自殺した揮一の無実を信じている。

#### 第7話
門真衛（かどま まもる）
演 - 山中聡（第8話・最終話）
元刑事。
久常未来（くじょう みらい）
演 - 渋谷謙人（第8話・第9話）
10年前、鷲沢が教育係を務めた強行犯係の刑事。フルフェイスをかぶったコンビニ強盗犯を追跡中、大蔵ビル爆破事件に巻き込まれ殉職している。未解決事件を調べ出してから後をつけられている気がする、と生前話していた。
波崎理央
演 - 綾瀬ことり（旧芸名、コトリ）（Rain Tree）（第8話）
門真衛取り調べの書記官。彼が服毒自殺を図ったため救急車を呼ぶ。

#### 第8話
外山登一
演 - 矢作マサル
大蔵ビル近くの女性専用フィットネスジムを見回っている新宿南交番の制服警官。大蔵ビル爆破事件当日、鷲沢が現場で彼を見かけていた。
鷲沢志保
演 - 橘ゆかり
泰造の妻。甲状腺機能低下症で倒れた夫の入院先に駆けつける。
久常香耶、久常未来人（くじょう みきと）
演 - 相原未来、山田暖絆
10年前殉職した未来の妻子。未来の死亡当時、未来人はまだ香耶のお腹の中にいた。利己から連絡があり、入院している鷲沢泰造のお見舞いに来る。

#### 第9話
尾瀬義郎
演 - 松角洋平（第10話・最終話）
警視庁捜査一課主席管理官。警視。加勢英雄の後任の捜査一課長。
栗林
演 - 佐々木一平
警視庁刑事。牧原祈里に「ボディチェックさせてほしい」と声をかけられた後、逃走する。
刑事
演 - 及川いぞう、イッキ
井伏愁の移送を担当する刑事。

#### 第10話
アナウンサー
演 - 椿原慶子（フジテレビアナウンサー）（最終話）
臨時国会で防衛費増額が審議されるニュースを伝える。

#### 最終話
店主
演 - 五頭岳夫
逃走中の千寿が頼った新橋近くの馴染みの料理屋の店主。
警察官
演 - 堀丞、鈴木雄二
逃走中の千寿を発見し追跡する制服警官。

## スタッフ
- 脚本 - 武藤将吾[1]
- 音楽 - 林ゆうき
- 主題歌 - kroi「Jewel」（IRORI Records / PONY CANYON INC.）[46]
- 警察監修 - 大澤良州
- 医療監修 - 山本昌督
- アクション監修 - 佐々木修平
- 警護監修 - 古谷謙一
- 演出 - 柳沢凌介[1]、森脇智延、尾﨑隼樹
- プロデュース - 足立遼太朗[1]
- 制作協力 - FILM[1]
- 制作著作 - フジテレビ[1]

## 放送日程
| 各話                                           | 放送日   | サブタイトル                                     | 演出     | 視聴率 |
| ---------------------------------------------- | -------- | ------------------------------------------------ | -------- | ------ |
| 第1話                                          | 10月08日 | 混ぜると危険な新バディ誕生!"お蔵入り"事件に挑む! | 柳沢凌介 | 7.8%   |
| 第2話                                          | 10月15日 | 自殺かイジメによる殺人か…千寿の思惑              | 柳沢凌介 | 5.8%   |
| 第3話                                          | 10月22日 | 米国務長官を狙った爆破テロに挑む!                | 森脇智延 |        |
| 第4話                                          | 10月29日 | クール刑事暴走!?事件被害者は元恋人               | 森脇智延 |        |
| 第5話                                          | 11月05日 | 真犯人の正体とは!?クール刑事の逆襲               | 柳沢凌介 |        |
| 第6話                                          | 11月12日 | 千寿への暗殺指令!交錯する二人の運命              | 尾﨑隼樹 |        |
| 第7話                                          | 11月19日 | 10年前の真実が明らかに!                          | 森脇智延 |        |
| 第8話                                          | 11月26日 | 連続爆破の実行犯がついに判明…衝撃の正体          | 柳沢凌介 |        |
| 第9話                                          | 12月03日 | 爆殺犯は元妻…真相の全てと衝撃の過去              | 森脇智延 |        |
| 第10話                                         | 12月10日 | オクラの裏切り者…衝撃の最終章へ                  | 森脇智延 |        |
| 最終話                                         | 12月17日 | バディ終焉!最後のねつ造                          | 柳沢凌介 |        |
| （視聴率はビデオリサーチ調べ、関東地区・世帯） |          |                                                  |          |        |

- 初回は21時 - 22時9分の15分拡大放送。
- 第4話は「SMBC日本シリーズ2024」中継（福岡ソフトバンクホークス×横浜DeNAベイスターズ 第3戦 テレビ西日本制作）延長に伴い、1時間25分繰り下げて22時25分 - 23時19分で放送。なお関東地区では直前の22時19分 - 22時25分に事前番組『オクラ〜迷宮入り事件捜査〜5分でわかるこれまでのオクラ』を別途放送。

## スピンオフドラマ
EpisodeX『迷宮ダービー』と題されたオリジナルドラマが、動画配信サービス「FOD」にて、12月17日の最終話放送終了後の午後9時54分から配信。千寿と利己が不在のオクラで起きた証拠品紛失の緊急事態を、残ったメンバー各々の視点でコミカルに描いた。

### キャスト（FODオリジナルドラマ）
- 結城倫子 - 白石麻衣[50]
- 吉岡雷 - 前田旺志郎[50]
- 志熊亨 - 有澤樟太郎[50]
- 牧原祈里 - 青木さやか[50]
- 幾多学 - 橋本じゅん[50]
- 鷲沢泰造 - 宇梶剛士[50]

### スタッフ（FODオリジナルドラマ）
- 脚本 - 金沢達也
- 演出 - 尾﨑隼樹
- プロデューサー - 足立遼太朗
- 制作著作 - フジテレビジョン